# Viennopria
Viennopria är ett släkte av steklar som beskrevs av Carl-Axel Jansson 1953. Viennopria ingår i familjen hyllhornsteklar.
Släktet innehåller bara arten Viennopria lacustris.